# Xylotumulus
Xylotumulus es un género de hongos en la familia Xylariaceae.